# سائل صفاقي
السائل الصفاقي هو عبارة عن سائل لزج ذي لون أصفر فاتح، يتم تكوينه في التجويف البريتوني للبطن، وكمية هذا السائل ما يقارب 50 مل عند الأشخاص الطبيعيين.
قياس حجم السائل الصفاقي الموجود ضمن التجويف البريتوني، إِذا تجاوز500 مليليتر، وهذا يدل على أن هناك زيادة في حجم هذا السائل وهذا مؤشر على وجود مرض الاستسقاء.

## وظيفته
السائل الصفاقي يسمح لطبقتي الغشاء البريتوني بالانزلاق على بعض بحرية، كما يقوم بالحفاظ على الأحشاء الداخلية ضمن التجويف البطني؛ لأنه يغطي معظم الأعضاء الموجودة في التجويف البطني، كما أنّ له دورًا في الحفاظ على الضغط الأسموزي والدم.

## أسباب زيادته
1-التهاب البنكرياس.
2-التهاب غشاء البريتوان السلي.
3-التهاب الزائدة الدودية.
4-تمزق الأحشاء وانثقابها.
5-الأورام الخبيثة البدئية والانتقالية.
6-تشمع الكبد.
7-احتقان الكبد المزمن.
8-قصور القلب الأيمن.
9-رضوض القنوات اللمفاوية الصدرية والبطنية.
10-النزف البريتوني. 

## تحليل السائل البرتوني
إِذا كانت نسبة الزيادة قليلة فيمكن الكشف عن هذه الزيادة من خلال التصوير بالأمواج فوق الصوتية.
، يساعد في التمييز بين (SAAG) يوجد فحص يسمى
الاستسقاء الناتج عن ارتفاع ضغط الدم والأسباب الأخرى التي تسبب الاستسقاء
(SAAG )يتم حساب
من خلال طرح كمية الألبومين الموجودة بالسائل من قيمة المصل للدم.
إِذا كان الناتج أكبر من1.1 غرام/ديسيلتر، فإن الاستسقاء ناتج عن ارتفاع الضغط
أما إذا كان الناتج أقل من1.1غرام /ديسيلتر، فإن الاستسقاء ناتج عن أسباب أخرى.
ويوجد أيضا اختبار مجهري للسائل البريتوني هو اختبار مفيد أيضا لتحديد سبب الاستسقاء.
ويعدّ الغسيل البريتون (peritoneal lavage )مفيد ًا إِذا كان أي مما يلي موجود :
1-عدد كريات الدم الحمراء أكثر من 100.000 بكل مل
2-عدد كريات الدم البيضاء أكثر من 500 بكل مل.
3-وجود البكتيريا
وجود البكتيريا وكريات الدم البيضاء ضمن هذه القيم المبينة أعلاه تدل على أن المريض لديه تاريخ مرضي مع الاستسقاء وسببه الرئيسي هو تليف الكبد.